# پاپ ولنتاین
پاپ ولنتاین یکی از پاپ‌های کلیسای کاتولیک رم بود که در رم به دنیا آمد و از ۱ سپتامبر ۸۲۷ تا ۱۶ سپتامبر ۸۲۷ میلادی پاپ بود. 